# Helluland
| Nummer              | Mögliche Entsprechung                      |
| ------------------- | ------------------------------------------ |
| 1=Baffininsel       | Helluland, Bjarneyjar                      |
| 2, 3=Labrador       | Helluland (im Norden); Markland (im Süden) |
| 4=Neufundland       | Vinland, Markland, evtl. auch Bjarney      |
| 5=Sankt-Lorenz-Golf | Vinland                                    |

Entwicklung der Verteilung der Kulturen 900 – 1500 u. Z.

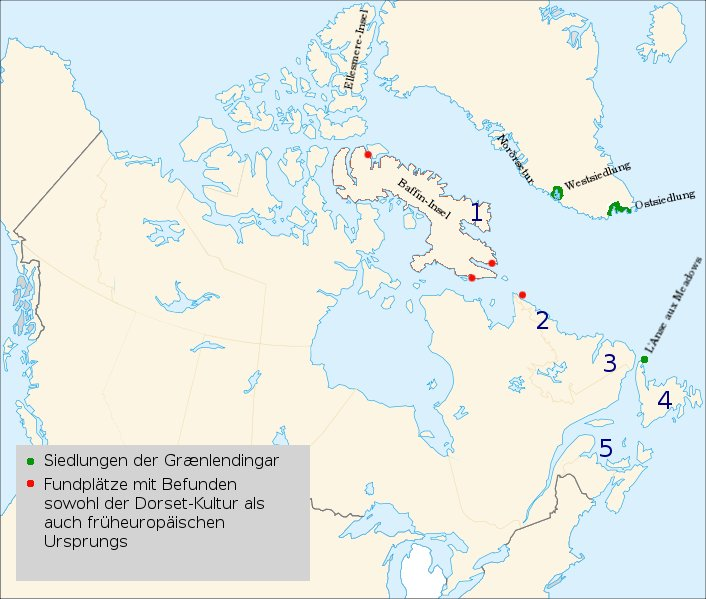
In Betracht kommende Gebiete

Helluland ist ein Gebiet an der Nordostküste Nordamerikas, welches im oder um das Jahr 1000 von dem Wikinger Leif Eriksson und seinen Mannen entdeckt wurde. Es war offenbar flach, eisig, vegetationsarm, unwirtlich und steinig, so dass die Wikinger es „Helluland“ tauften, was ungefähr „Steinplattenland“ oder „Felsland“ bedeutet.

## Region
Es ist nicht sicher bekannt, welchem Gebiet dieses Helluland entspricht, es dürfte sich aber entweder um die Baffininsel oder die Küste Labradors handeln. Die Anwesenheit von Nordleuten auf der Baffin-Insel wird durch mehrere archäologische Funde nahegelegt, die auf der Baffin-Insel sowie benachbarten Inseln gefunden wurden.
Aus den Befunden einer Ausgrabung im Tanfield Valley an der Südost-Küste der Baffininsel wird geschlossen, dass an dieser Stelle ein Handelsposten der Grænlendingar gelegen habe, von dem aus Handel mit den Trägern der Dorset-Kultur getrieben worden sei. Bei den Befunden handelt es sich unter anderem um Garne, Wetzsteine und Überreste europäischer Ratten, die mit Schiffen der Grænlendingar dorthin gekommen sein können. Die ausgegrabenen Garne und Garnknäuel sind von ihrer Herstellungsweise her mit solchen vergleichbar, die in den Siedlungen der Grænlendingar gefunden wurden; allerdings weisen sie häufig Bestandteile aus dem Haar von Wildtieren, wie dem Polarfuchs und der Bisamratte auf. Des Weiteren wurden die Überreste eines Torfsoden- und Steingebäudes untersucht und als skandinavischen Ursprungs gedeutet. Radiocarbon-Analysen lassen auf eine Nutzung dieses Ortes bis ins 14. Jahrhundert schließen.
Denkbar wäre auch, dass es sich bei der Baffin-Insel und den benachbarten Inseln um die in der Erikssaga genannten Bjarneyjar handelt. Abgesehen von den dort reichlich vorkommenden Eisbären, die als Namensgeber bereitstehen, wird so nachvollziehbar, warum die Reise des Karlsefni erst nordwärts zur Westsiedlung ging, obwohl das Ziel im Südwesten lag. Die Baffin-Insel war von der Westsiedlung aus leichter zu erreichen; die Entfernung entspricht in etwa der zu dem nördlichen Jagdgebiet. Die angegebene Reisezeit von zwei Halbtagen von den Bjarneyjar nach Helluland erschiene vor diesem Hintergrund geradezu plausibel. Die Entfernung von der Baffin-Insel bis zur Küste Labradors beträgt nur etwa 300 km. Für die Einordnung der Baffin-Insel als die Bjarneyjar spricht auch die Datierung einiger Funde, wie Garn-Resten, auf den Zeitraum vor 1000. Ein bereits bekanntes Gebiet hätte nach 1000 n. Chr. keiner neuen Benennung bedurft.
Über die Fahrt der Gruppe um Thorfinn Karlsefni, ausgehend von Brattahlid in der Ostsiedlung, heißt es in der Eiríks saga rauða:

„Sie segelten landabwärts; dann zur Westsiedlung (Vestribygd) und zu den Bjarneyjar (den Bäreninseln). Danach segelten sie ab von den Bjarneyjar mit nördlichen Winden. Sie fuhren zwei Halbtage auf hoher See. Dann trafen sie auf Land, und ruderten an diesem in Booten entlang, und erkundeten es. Sie fanden dort viele große, flache Steine. Die Steine waren so groß, dass sich zwei Männer ausgestreckt auf dem Rücken und Ferse an Ferse darauf legen konnten. Polarfüchse gab es im Überfluss. Sie gaben dem Land auch einen Namen und bezeichneten es als Helluland (Steinland).“